# Cantonul Bapaume
Cantonul Bapaume este un canton din arondismentul Arras, departamentul Pas-de-Calais, regiunea Nord-Pas-de-Calais, Franța.

## Comune
| Comune                  | Populație (1999) | Cod poștal | Cod INSEE |
| ----------------------- | ---------------- | ---------- | --------- |
| Achiet-le-Grand         | 1.048            | 62121      | 62005     |
| Achiet-le-Petit         | 321              | 62121      | 62006     |
| Avesnes-lès-Bapaume     | 145              | 62450      | 62064     |
| Bancourt                | 81               | 62450      | 62079     |
| Bapaume                 | 4.148            | 62450      | 62080     |
| Beaulencourt            | 201              | 62450      | 62093     |
| Béhagnies               | 131              | 62121      | 62103     |
| Beugnâtre               | 129              | 62450      | 62121     |
| Biefvillers-lès-Bapaume | 98               | 62450      | 62129     |
| Bihucourt               | 351              | 62121      | 62131     |
| Favreuil                | 250              | 62450      | 62326     |
| Frémicourt              | 316              | 62450      | 62353     |
| Grévillers              | 364              | 62450      | 62387     |
| Ligny-Thilloy           | 543              | 62450      | 62515     |
| Martinpuich             | 201              | 62450      | 62561     |
| Morval                  | 85               | 62450      | 62593     |
| Riencourt-lès-Bapaume   | 32               | 62450      | 62708     |
| Sapignies               | 204              | 62121      | 62776     |
| Le Sars                 | 176              | 62450      | 62777     |
| Le Transloy             | 417              | 62450      | 62829     |
| Villers-au-Flos         | 187              | 62450      | 62855     |
| Warlencourt-Eaucourt    | 139              | 62450      | 62876     |